# Barna gébics
A barna gébics (Lanius cristatus) a madarak osztályának verébalakúak (Passeriformes) rendjébe és a gébicsfélék (Laniidae) családjába tartozó  faj.

## Rendszerezése
A fajt Carl von Linné svéd természettudós írta le 1758-ban.

## Alfajai
- Lanius cristatus confusus Stegmann, 1929
- Lanius cristatus cristatus Linnaeus, 1758
- Lanius cristatus lucionensis Linnaeus, 1766
- Lanius cristatus superciliosus Latham, 1802[2]

## Előfordulása
Ázsia középső és keleti részén honos. Telelni délebbre vonul, kóborlásai során eljut Európába és Észak-Amerikába is. 
Természetes élőhelyei a tűlevelű erdők, szubarktikus gyepek, mérsékelt övi erdők és cserjések, sivatagok, szubtrópusi és trópusi síkvidéki és hegyi esőerdők, valamint szántóföldek és városi régiók. Vonuló faj.

## Megjelenése
Testhossza 20 centiméter, testtömege 27-37 gramm közötti.
|  |  |

## Szaporodása
Fészekalja 2-4 tojásból áll.

## Természetvédelmi helyzete
Az elterjedési területe rendkívül nagy, egyedszáma ugyan csökken, de még nem éri el a kritikus szintet. A Természetvédelmi Világszövetség Vörös listáján nem fenyegetett fajként szerepel.